# One Night In Heaven 〜真夜中のエンジェル〜
「One Night In Heaven 〜真夜中のエンジェル〜」（ワン・ナイト・イン・ヘヴン まよなかのエンジェル）は、Winkの6枚目のシングル。1989年11月1日にポリスターより発売された。Winkのデビュー30周年である2018年4月27日には、完全限定盤として17cmアナログ・シングル（PSKR-9110）がダブル・ジャケット仕様で再リリースされている。

## 概要
表題曲は、作詞を松本隆、作曲をスティーブ・リローニとダン・ナヴァーロ、編曲を船山基紀が担当したWinkの楽曲。『ザテレビジョン』では、「この曲はカバーじゃなくて、WINKのために初めて海外作家が書き下ろした作品だ。これまでユーロビート系の曲が中心となっていた彼女たちのシングル、今回はかわいいラップを含むブラコンのり。そこにエスニックな香りを漂わせた、少し大人の世界を感じさせる仕上がりになっている。」と紹介されている。
マックロードM10（松下電器産業）のCMソングとして使用され、Wink主演の単発ドラマ『コンプレックス　可愛いコになれない』（TBS系、1989年12月29日放送）のエンディングテーマとしても使用された。
カップリング曲は「Cat-Walk Dancing」。作詞を松本隆、作曲を羽場仁志、編曲を船山基紀が担当している。
オリコンチャートの週間ランキングでは、初登場の11月13日付から翌週の20日付まで2週連続1位を記録、同月の月間1位となっており、以後、100以内には、1990年3月5日付の64位まで、16週連続ランクインした。同チャートの年間ランキングでは、1989年度において21.198万枚の売上により38位、1990年度において21.055万枚の売上により56位となっており、両年度で累計42.253万枚を売上げた。
なお、Winkのシングルカセットとしては最後のものである。

## 収録曲
※全作詞：松本隆、全編曲：船山基紀
1. One Night In Heaven 〜真夜中のエンジェル〜
作曲：スティーブ・リローニ（ドイツ語版）、ダン・ナヴァーロ
2. Cat-Walk Dancing
作曲：羽場仁志

## 収録アルバム
One Night In Heaven 〜真夜中のエンジェル〜
- Twin Memories - Remix
- Fairy Tone - オリジナル・カラオケ
- Wink First Live Shining Star - ライブ
- Wink Hot Singles
- Raisonné
- Diary
- Wink Volume 1
- Remixes - BLACK ENERGY MIX
- Reminiscence
- WINK MEMORIES 1988-1996 - リマスタリング

Cat-Walk Dancing
- Back to front

## テレビ番組における歌唱
※ 在京キー局のテレビ番組の放送日は首都圏のもの。地方の系列局の放送日は異なる場合がある。
One Night In Heaven 〜真夜中のエンジェル〜
| 放送日 (曜日)              | 収録日 (曜日)          | 番組名                                                    | 放送局     | 衣装 | 備考 |
| -------------------------- | ---------------------- | --------------------------------------------------------- | ---------- | ---- | --- |
| 1989.10.27 (金)[12]        | 1989.10.27 (金)        | ミュージックステーション[12]                              | テレビ朝日 | Ａ   | |
| 1989.11.01 (水)[注 1]      | 1989.11.01 (水)        | 夜のヒットスタジオSUPER[注 1]                             | フジテレビ | Ｂ   | Winkは同番組のオープニングメドレーで近藤真彦の楽曲「ギンギラギンにさりげなく」を歌唱。 |
| 1989.11.06 (月) 深夜[注 2] | 1989.11.06 (月) 深夜   | バレーボールワールドカップ'89開会式[注 2]                 | フジテレビ | Ｅ   | Winkはコンサート用の衣装を着用して出演し、「淋しい熱帯魚」、「SPECIAL TO ME」、「涙をみせないで」、「REMEMBER SWEET」、「SHINING STAR」も歌唱[注 2]。 |
| 1989.11.12 (日)[注 3]      | 1989.11.05 (日)        | スーパーJOCKEY[注 3]                                      | 日本テレビ | Ａ   | |
| 1989.11.16 (木)[注 4]      | 1989.11.16 (木)        | 音楽派Together[注 4]                                      | TBS        | Ｂ   | Winkは同番組の前回11月9日(木)放送分に出演予定であったが[注 5]、この日は鈴木早智子が急性胃炎により欠場して相田翔子のみが出演し、歌唱無し。 |
| 1989.11.20 (月)[注 6]      | 1989.11.20 (月)        | 歌のトップテン[注 6]                                      | 日本テレビ | Ｃ   | 第1位。 |
| 1989.11.27 (月)[注 7]      | 1989.11.27 (月)        | 歌のトップテン[注 7]                                      | 日本テレビ | Ｂ   | 第1位。 |
| 1989.11.29 (水)[注 8]      | 1989.11.29 (水)        | 夜のヒットスタジオSUPER[注 8]                             | フジテレビ | Ｃ   | Winkは同番組のオープニングメドレーで吉幾三の楽曲「俺ら東京さ行ぐだ」を歌唱。 |
| 1989.12.04 (月)[注 9]      | 1989.12.04 (月)        | 歌のトップテン[注 9]                                      | 日本テレビ | Ａ   | 第1位。 |
| 1989.12.07 (木)[注 10]     | 1989.12.07 (木)        | 音楽派Together[注 10]                                     | TBS        | Ａ   | Winkは同番組でデビュー曲である「Sugar Baby Love」と本曲のメドレーを歌唱[注 10]。 |
| 1989.12.11 (月)[注 11]     | 1989.12.11 (月)        | 歌のトップテン[注 11]                                     | 日本テレビ | Ｅ   | 第1位。Wink出演の日本テレビドラマ『シャボン玉の消えた日』の収録場所である川崎・日本テレビ生田スタジオ前より中継。Winkは既製品の衣装を着用して出演。 |
| 1989.12.18 (月)[注 12]     | 1989.12.18 (月)        | 歌のトップテン[注 12]                                     | 日本テレビ | Ｅ   | 第1位。Wink主演のTBSドラマ『コンプレックス 可愛いコになれない』の収録中である横浜・TBS緑山スタジオより中継。Winkは既製品の衣装を着用して出演。 |
| 1989.12.22 (金)[13]        | 1989.12.22 (金)        | ミュージックステーション[13]                              | テレビ朝日 | Ｃ   | Winkは同番組で「SPECIAL TO ME」も歌唱[13]。 |
| 1989.12.25 (月)[注 13]     | 1989.12.25 (月)        | 歌のトップテン[注 13]                                     | 日本テレビ | Ａ   | この日の同番組は、クリスマス特集「今夜はハチャメチャＸマス」としての放送[注 13]。この週の順位は第3位。 |
| 1990.01.15 (月)[注 14]     | 1990.01.15 (月)        | 歌のトップテン[注 14]                                     | 日本テレビ | Ｃ   | 第2位。 同番組の前週1月8日放送分[注 15]で本曲は第4位であったものの、鈴木早智子が急性胃腸炎のため欠場し、歌唱無し。 |
| 1990.01.17 (水)[注 16]     | 1990.01.17 (水)        | 夜のヒットスタジオSUPER[注 16]                            | フジテレビ | Ｄ   | Winkは同番組のオープニングメドレーでTHE ALFEEの楽曲「シンデレラは眠れない」を歌唱。 |
| 1990.01.22 (月)[注 17]     | 1990.01.22 (月)        | 歌のトップテン[注 17]                                     | 日本テレビ | Ｅ   | 第3位。Winkは、静岡県磐田市民文化会館でのコンサートを終えた後に、既製品の衣装を着用し、同地のショッピングセンター・バーンビレッジイワタより中継で出演。                                                                                                  |
| 1990.01.29 (月)[注 18]     | 1990.01.29 (月)        | 歌のトップテン[注 18]                                     | 日本テレビ | Ｄ   | 第5位。 |
| 1990.02.05 (月)[注 19]     | 1990.02[14]            | 歌のトップテン[注 19]                                     | 日本テレビ | Ｅ   | 第7位。Winkは既製品の衣服を着用し、明治製菓のCM撮影のために滞在しているサイパンより録画で出演[14][注 19]。この時の放送では、CD音源の本曲を流しつつWinkが同地の名所案内を行なう形式を採っており、歌唱パフォーマンスは無いが、便宜上、本一覧表に掲載する。 |
| 1990.02.11 (日)[15]        | 1990.01.23 (火)[注 20] | フラッシュ&ジャンプ[15]                                   | NHK総合    | Ｄ   | NHK衛星第2では1989年2月1日(木)放送[16]。 Winkは、同番組の寸劇において、田中美奈子・田村英里子とともに国生さゆりwithおニャン子クラブの楽曲「バレンタイン・キッス」や、光GENJI・田中・田村とともに青い三角定規の楽曲「太陽がくれた季節」も歌唱[注 21]。    |
| 1990.04.14 (土)[注 22]     | 1990.03.15 (木)[注 23] | アニバ・ミュージック40!「ヒット曲でつづる昭和史!」[注 22] | 朝日放送   | Ｃ   | 同番組は、大阪厚生年金会館で収録された、朝日放送創立40周年記念の特別番組[注 23]。 ABCラジオにおいて1990年3月15日(木)に『アニバミュージック・40』のタイトルで生放送[注 24][注 23]。                                                                       |
- 「衣装」欄の記号：Ａ＝黒い衣装　Ｂ＝アメリカ陸軍のコートを使用した衣装（PV中盤までの衣装と同じもの）　Ｃ＝鈴木早智子がダークグリーン、相田翔子がワインレッドのベルベットの衣装（PV終盤の衣装と同じもの）　Ｄ＝白い衣装　Ｅ＝その他（「備考」欄参照）

Cat-Walk Dancing
| 放送日 (曜日)       | 番組名                   | 放送局  | 備考 |
| ------------------- | ------------------------ | ------- | --- |
| 1994.05.15 (日)[18] | アイドルオンステージ[18] | NHK BS2 | Winkは、コンサート用の衣装を着用して、「咲き誇れ愛しさよ」、本曲、「Sexy Music」、「摩天楼ミュージアム」のメドレーを歌唱。 |

## カバー
One Night In Heaven 〜真夜中のエンジェル〜
- Yoo Yoo – 英語カバー。タイトルは「One Night In Heaven」。Yoo Yooの、シングル「ONE NIGHT IN HEAVEN / SAMISHII NETTAIGYO」（ポリスター、1990年1月25日）、アルバム『One Night In Heaven - Eurobeat Nonstop Mix Vol. 1』（同前、1990年1月25日）、Winkの楽曲のカバーアルバム『BEST OF WINK』（同前、1991年11月25日）、および同『WINK COLLECTION』（同前、1992年9月26日）に収録。
- 伊能静（台湾の女性歌手） – 北京語カバー。タイトルは「誘惑我的心」。伊能静のアルバム『安妮的王子』（台湾・飛鷹唱片、1991年11月）に収録。北京語詞：伊能静、編曲：孫崇偉。

Cat-Walk Dancing
- 後藤輝基 （2022年4月6日　デジタル配信。）2022年5月11日発売のカバーアルバム「マカロワ」からの先行配信シングル。編曲：KASHIF。プロデュース：藤井隆。